# مانون ليسكو
مانون ليسكو (بالفرنسية: Manon Lescaut) رواية للكاتب الفرنسي أنطوان فرانسوا بريفو صدرت عام 1731.